# Road & Track
Road & Track es una revista estadounidense de automóviles. La empresa propietaria de la revista es Hachette Filipacchi Media U.S. y se publica mensualmente. 

## Historia
Road & Track (a menudo abreviada R & T) fue fundada en 1947 en Hempstead, Nueva York, por dos amigos, Wilfred H. Brehaut, Jr. y Joseph S. Fennessy. Fue publicada sólo seis veces desde 1947 a 1949, ya que tuvo problemas en sus primeros años.

## Contenido
Road & Track se enfoca al mismo tiempo en automóviles de producción y carreras, especializándose en los automóviles deportivos, y es la única revista de automóviles que también informa y hace análisis de motos. Aun así, esta no es una pequeña coincidencia puesto que se publica con la revista Cycle World y las dos revistas tienen las mismas oficinas y equipo de redacción en Newport Beach (California).
Antiguos pilotos de carreras a menudo han aportado material, incluyendo Paul Frère y el antiguo campeón de Fórmula 1, Phil Hill. En su edición de enero del 2006, en el equipo de redacción entró un nuevo redactor, Gordon Murray, el diseñador del McLaren F1.
En 2004, Road & Track creó una nueva revista titulada "Speed", que se centra en el mercado secundario de tuneo de automóviles. En febrero de 2006 se anunció que Speed sería una revista basada en la web, y ya no se imprimiría. 
Al igual que muchas revistas de automóviles, Road & Track utiliza para publicar una lista anual de los Diez mejores, pero no lo ha hecho en años. Car and Driver, también propiedad de Hachette Filipacchi Media, publica su propia lista de los Diez mejores.

## Videojuegos
La revista Road & Track también contribuyó en el desarrollo del videojuego de carreras The Need for Speed (1994), ayudando a los diseñadores del juego a mejorarlo en los aspectos de comportamiento y sonido que los vehículos pueden hacer en la vida real.